# Horace Vinton
Horace Vinton (1854 – New York, 26 novembre 1930) è stato uno sceneggiatore, regista e attore statunitense del cinema muto.

## Biografia
Attore di teatro, era nato nell'Ohio nel 1854. Era sposato con una collega, l'attrice Eda Clayton (1854-1931), dalla quale ebbe un figlio.
Il suo nome appare nella locandina di Salomy Jane, il mélo western tratto da un lavoro di Bret Harte, che andò in scena a Broadway in prima il 19 gennaio 1907. Viene ricordato per aver interpretato il ruolo di Spider nella commedia The Silver King.
Morì a New York il 26 novembre 1930 all'età di 76 anni.

## Filmografia

### Sceneggiatore
- On the Wrong Scent, regia di Horace Vinton (1909)
- The Inventor's Model, regia di Horace Vinton (1910)
- Her Fatal Mistake (1910)
- Her Husband's Deception, regia di Sam Morris - cortometraggio (1910)
- A Troublesome Parcel, regia di Sam Morris (1910)
- The Bonanza King, regia di Horace Vinton (1911)
- A Pittsburgh Millionaire, regia di Horace Vinton - cortometraggio (1911) )
- College Chums (1911)
- The Penalty (1911)
- Reddy's Redemption, regia di Horace Vinton (1911)
- One Month to Live (1911)
- Checkmate, regia di Horace Vinton (1912)
- My Wife's Birthday, regia di Horace Vinton (1912)
- The Interrupted Wedding, regia di Horace Vinton (1912)
- The Tale of a Rubber Boot, regia di Horace Vinton (1912)
- A Realistic Rehearsal, regia di Horace Vinton (1912)
- Reggie Breaks the College Rules, regia di Horace Vinton (1912)
- Reformed by Strategy, regia di Horace Vinton (1912)
- Reconciled in Reno (1912)
- A Bachelor's Romance, regia di Horace Vinton (1912)
- Two Women and One Man, regia di Horace Vinton (1912)
- House of 'No Children' (1912)
- The Moonshiner's Task, regia di Horace Vinton (1912)

### Regista
- On the Wrong Scent (1909)
- The Inventor's Model (1910)
- The Bonanza King (1911)
- A Pittsburgh Millionaire - cortometraggio (1911) )
- Reddy's Redemption (1911)
- Checkmate (1912)
- My Wife's Birthday (1912)
- The Interrupted Wedding (1912)
- The Tale of a Rubber Boot (1912)
- A Realistic Rehearsal (1912)
- Reggie Breaks the College Rules (1912)
- Reformed by Strategy (1912)
- A Bachelor's Romance (1912)
- Two Women and One Man (1912)
- The Moonshiner's Task (1912)

### Attore
- The Line-Up at Police Headquarters, regia di Frank Beal (1914)
- The Other Girl, regia di Percy Winter (1916)
- Romeo and Juliet, regia di John W. Noble (1916)
- A Night in New Arabia, regia di Thomas R. Mills (1917)